# Sermoneta
Sermoneta è un comune italiano di 9 941 abitanti della provincia di Latina nel Lazio.

## Geografia fisica

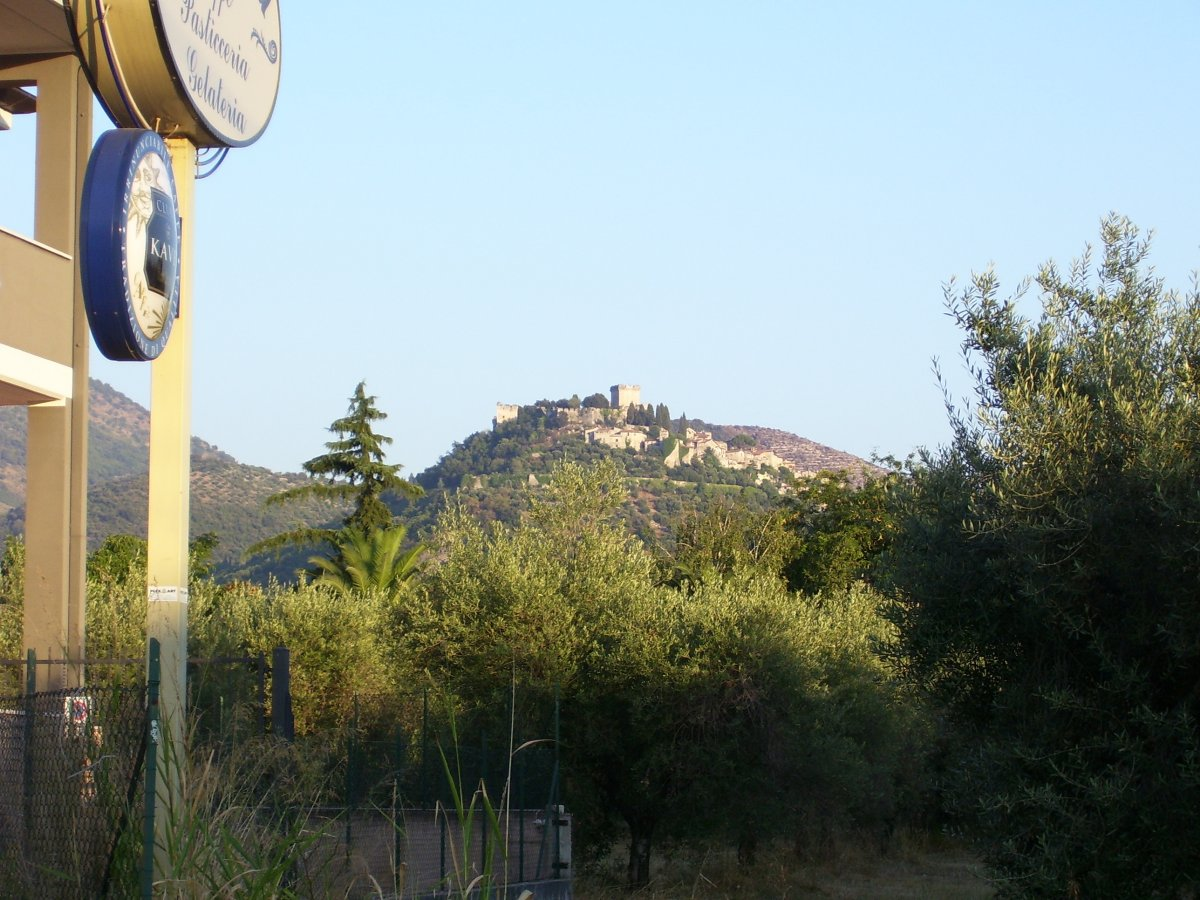
Panorama di Sermoneta dalla pianura

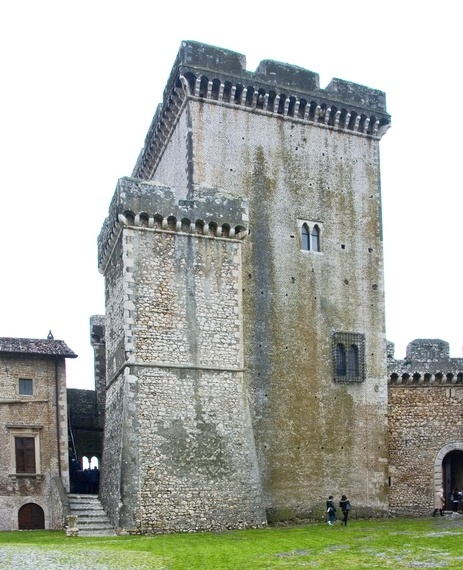
Torrione ("maschio") del Castello Caetani

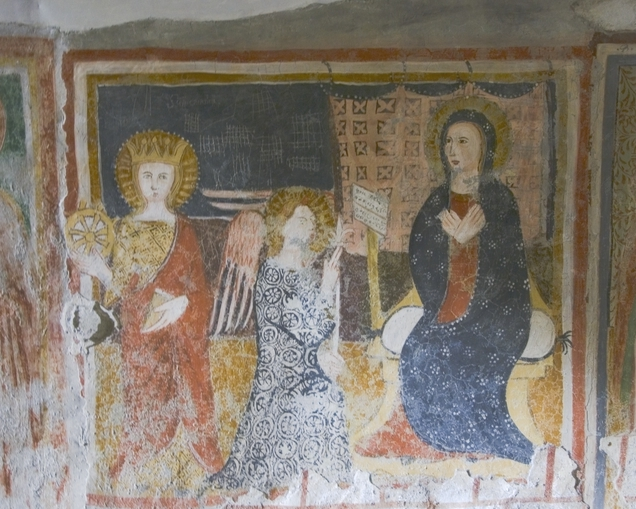
Affresco della chiesa di San Michele Arcangelo

### Territorio
Il territorio comunale si estende tra l'Agro Pontino e i monti Lepini.
Tra le cime che si elevano, ci sono il Monte Carbolino e il Monte Furchia Vecchia.

### Clima
Classificazione climatica: zona D, 1547 GR/G

## Storia
Il territorio di Sermoneta fu popolato già in epoca arcaica. Nel suo territorio, nei pressi dell'attuale abbazia di Valvisciolo si pensa che sorgesse l'antica città volsca Sulmo, citata da Virgilio nell'Eneide.
Si è ipotizzato che l'espansione delle paludi pontine e le invasioni dei Saraceni abbiano spinto gli abitanti dell'antica Sulmo a trasferirsi nell'attuale Sermoneta, che viene citata con questo nome già nell'XI secolo.
Il castrum Sermineti, caduto agli inizi del XIII secolo sotto il dominio della famiglia Annibaldi, divenne possesso della famiglia Caetani: nel 1297 Pietro Caetani, conte di Caserta, l'acquistò grazie ai buoni uffici di papa Bonifacio VIII (Benedetto Caetani). I Caetani fecero di Sermoneta il centro dei loro domini nel Lazio meridionale, per via della fortunata posizione sulla via Pedemontana, arteria che aveva sostituito l'Appia nei collegamenti fra il Nord e il Sud dell'Italia. I sermonetani, per il controllo della strada e in particolare della dogana di passaggio, diedero appoggio ai Caetani nelle lotte contro la città di Ninfa e quindi contro la confinante Sezze. A questo periodo risale l'espansione del nucleo abitato medievale, molto ben conservato, in cui spiccano il Castello Caetani e la collegiata di S. Maria Assunta.
Dal 1499 al 1500 il castrum Sermineti fu sotto il dominio di papa Alessandro VI il quale, dopo averlo confiscato ai Caetani, nel 1500 ne vendette la signoria alla figlia Lucrezia Borgia. Sul finire del 1501 il dominio sul castrum fu acquistato dal figlio di lei Rodrigo d'Aragona, che per primo portò il titolo di duca di Sermoneta. Si deve a papa Alessandro VI l'ampia ristrutturazione del castello Caetani, che assunse l'aspetto ancor oggi visibile; sotto il governo di Lucrezia Borgia fu redatto ed emanato, nel 1501, un nuovo Statuto comunale, la raccolta organica di leggi relative all'amministrazione locale edita nell'elegante codice miniato degli Statuta populi Sermonetani, che rimase in vigore fino al ritorno dei Caetani nel 1503.
In questo periodo nacque a Sermoneta il pittore Girolamo Siciolante (1521 - 1580 circa), del quale in loco si conservano tre dipinti: uno di essi proviene dall'abbazia di Valvisciolo, dove ornava l'altare maggiore; si ha anche notizia di un Giovanni Paolo da Sermoneta, pittore attivo a Cori nel 1527. A partire dal XVI secolo, con le prime opere di bonifica dell'Agro Pontino e la riapertura dell'Appia, la città iniziò un lento declino. Si pensa che abbia ospitato Leonardo da Vinci. Nel 1567 perse il titolo di capitale del ducato dei Caetani, che posero la loro sede centrale a Cisterna. Sermoneta continuò a essere una centro culturalmente vivace e a metà del Settecento diede i natali al pittore Antonio Cavallucci (Sermoneta, 1752 – Roma, 1795), che grazie al mecenatismo del duca Francesco Caetani poté formarsi a Roma.
Nel 1928 su una parte del suo territorio, in località Doganella di Ninfa, l'Opera Nazionale Combattenti pose uno dei quartieri generali per le operazioni di bonifica dell'Agro pontino. A partire dal dopoguerra, il suo centro storico ha conosciuto un pesante spopolamento a favore del suo territorio in pianura dove sono sorte le frazioni di Doganella, Tufette, Pontenuovo e Carrara ai confini con i comuni di Cisterna di Latina e Latina.
Al tempo stesso ha conosciuto una notevole espansione turistica che ha come meta l'antico e ben conservato borgo antico, sede di numerose manifestazioni culturali e il vicino giardino di Ninfa.

### Simboli

Gonfalone civico

Lo stemma comunale è uno scudo partito d'oro e di azzurro su cui è raffigurata un'aquila con le ali spiegate. Nella blasonatura ufficiale, l'aquila risulta sormontata da una corona reale, sebbene questa risulti omessa nella rappresentazione grafica utilizzata dal comune.
Il gonfalone è un drappo partito di giallo e di azzurro.

### Onorificenze
L'11 febbraio 2021 il presidente della Repubblica Sergio Mattarella ha conferito a Sermoneta il titolo onorifico di Città.

## Monumenti e luoghi d'interesse

### Architetture religiose
- Abbazia di Valvisciolo
- Collegiata di Santa Maria Assunta in Cielo
- Chiesa di San Giuseppe (sec. XVI): all'interno la Cappella Caetani affrescata da Girolamo Siciolante da Sermoneta (1550 ca.).
- Chiesa di San Michele Arcangelo
- Chiesa ed ex Convento di S. Francesco chiusa al pubblico
- Chiesa di Santa Maria delle Grazie chiusa al pubblico
- Resti della Chiesa di Santa Maria della Vittoria (XVI secolo)

### Architetture civili
- Loggia dei Mercanti
- Palazzo De Marchis - Caetani (sec. XVI), oggi sede della Mostra permanente sulla ceramica.
- Palazzo Americi (sec. XVI), oggi sede del Comune.

### Architetture militari
- Castello Caetani
- Torre Petrara
- Mura poligonali (c.d. "ciclopiche") del monte Carbolino

### Siti archeologici
- Necropoli arcaica di Caracupa non tracciabile.

## Società

### Evoluzione demografica
Abitanti censiti

### Religione
Dal XIII al XVI secolo, Sermoneta è stata sede di una fiorente comunità ebraica. Ne rimangono tracce nel quartiere chiamato "Portella" (via Marconi angolo via Riccelli), dove si trova un edificio in cui alcuni hanno voluto identificare la vecchia sinagoga (ora parte di una casa privata).

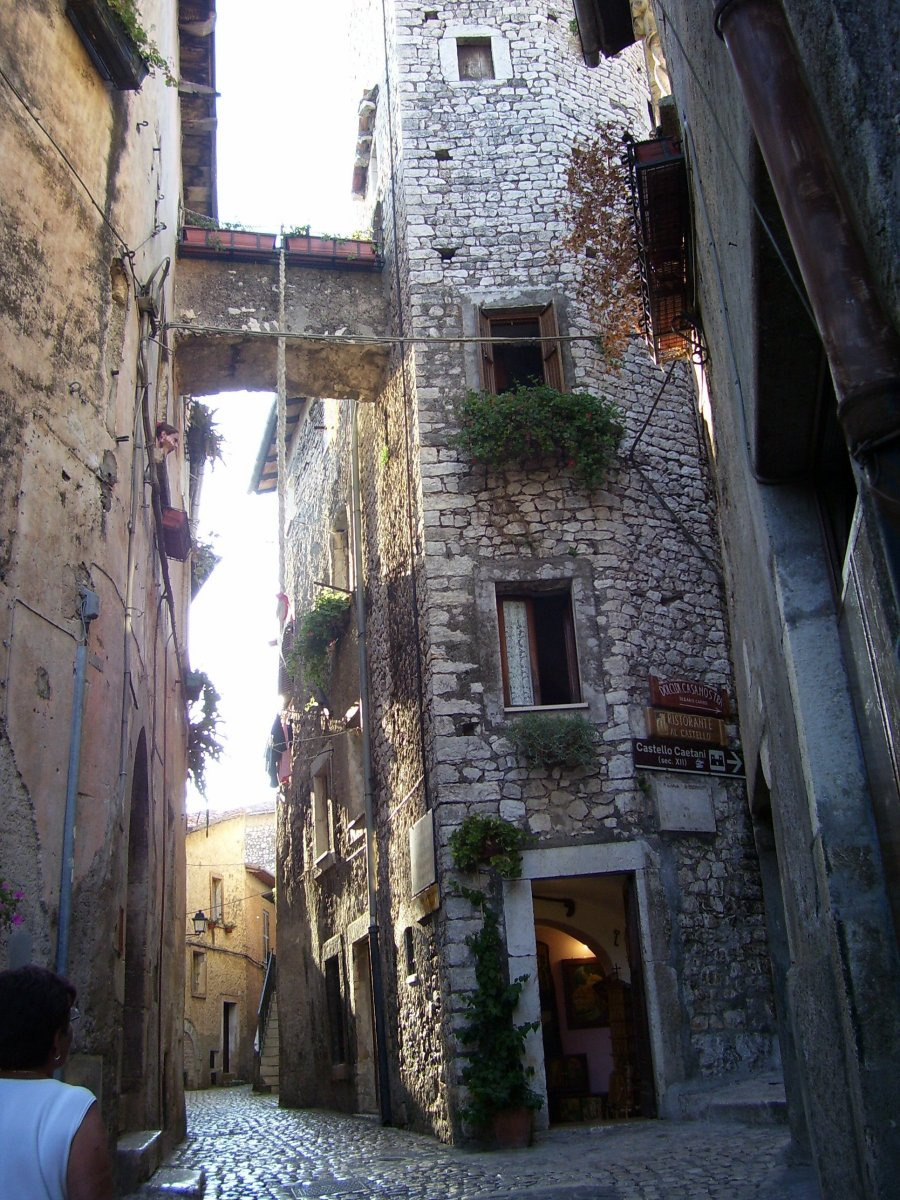
Vicoli medievali del centro storico

### Istituzioni, enti e associazioni
- Associazione Festeggiamenti Centro Storico Sermoneta ODV
- Sbandieratori Ducato Sermoneta
- Banda Musicale Fabrizio Caroso di Sermoneta

### Tradizioni e folclore
- Sagra della polenta (seconda domenica di gennaio)
- Festa dei fauni (18 marzo)
- Festival Pontino di Musica (luglio)
- Festival internazionale Sermoneta in Folklore (Agosto)
- Secolare Fiera di San Michele (Settembre)
- Rievocazione storica della Battaglia di Lepanto (seconda domenica di ottobre)

## Cultura

### Istruzione

#### Musei
- Museo diocesano[7]
- Mostra permanente della ceramica[7]
- Museo "C'era una volta"[7]
- Museo dell’Abbazia di Valvisciolo[8]
- Collezioni del Castello Caetani: antichi mobili, statue, quadri, dipinti murali, alcuni dei quali provenienti dalle chiese di Ninfa. Tra i dipinti si segnala la pala d'altare di Girolamo Siciolante da Sermoneta (1550 circa), in origine collocata nella chiesa dell'abbazia di Valvisciolo.

### Cinema
Sermoneta è stato set cinematografico per 91 film dal 1909 al 2019. Tra questi:
- 1909 Francesca da Rimini di Ugo Folena
- 1909 Marco Visconti di Mario Caserini
- 1920 Terra di Eugenio Testa
- 1944 Il diavolo nero di Alfred Santell
- 1947 Giorno di festa di Jacques Tati
- 1949 Il falco rosso di Carlo Ludovico Bragaglia
- 1956 Giovanni dalle bande nere di Sergio Grieco con Vittorio Gassman
- 1960 La Ciociara di Vittorio De Sica con Sofia Loren
- 1964 Totò contro il pirata nero di Fernando Cerchio con Totò
- 1964 Il gaucho di Dino Risi con Vittorio Gassman, Amedeo Nazzari, Silvana Pampanini e Nino Manfredi
- 1973 nelle frazioni di Tufette e Monticchio di Sermoneta, vennero girate alcune scene del film Il figlioccio del padrino con Franco Franchi
- 1975 Blue Jeans di Mario Imperoli con Gloria Guida
- 1984 Non ci resta che piangere con Roberto Benigni e Massimo Troisi.
- 2005 Un ciclone in famiglia con Massimo Boldi
- 2007 Seta di François Girard con Keira Knightley
- 2012 I Borgia
- 2014 The Gentlemen's Wager II con Jude Law e Giancarlo Giannini, regia di Jake Scott
- 2014 Il racconto dei racconti di Matteo Garrone con Vincent Cassel
- 2016 Amor sacro di Marco Zarrelli
- 2019 The Last Planet di Terrence Malick

### Musica
- Maggio sermonetano (tutti i fine settimana di maggio)
- Festival pontino di musica (luglio)
- Festival Internazionale Sermoneta in Folklore

## Economia
Con il suo spiccato aspetto medievale è un paese molto frequentato dai turisti, anche per via del Castello Caetani nonché per la sua vicinanza al Giardino di Ninfa, importantissima oasi naturalistica di proprietà della Fondazione Caetani, che rientra però nel confinante comune di Cisterna di Latina.
A Sermoneta è stata conferita la Bandiera Arancione per il turismo dal Touring Club Italiano.
Nel 2010 l'Unione Europea ed il Ministero del Turismo ha conferito a Sermoneta il riconoscimento "Destinazione Europea d'Eccellenza"
Di seguito la tabella storica elaborata dall'Istat a tema Unità locali, intesa come numero di imprese attive, ed addetti, intesi come numero addetti delle unità locali delle imprese attive (valori medi annui).
|           | 2015                  |                              |                            |                |                       |                     | 2014                  |                | 2013                  |                |
| --------- | --------------------- | ---------------------------- | -------------------------- | -------------- | --------------------- | ------------------- | --------------------- | -------------- | --------------------- | -------------- |
|           | Numero imprese attive | % Provinciale Imprese attive | % Regionale Imprese attive | Numero addetti | % Provinciale Addetti | % Regionale Addetti | Numero imprese attive | Numero addetti | Numero imprese attive | Numero addetti |
| Sermoneta | 423                   | 1,25%                        | 0,11%                      | 2 194          | 1,8%                  | 0,02%               | 481                   | 2 063          | 487                   | 2 153          |
| Latina    | 39 304                |                              | 8,43%                      | 122 198        |                       | 7,75%               | 39 446                | 120 897        | 39 915                | 123 310        |
| Lazio     | 455 591               |                              |                            | 1 539 359      |                       |                     | 457 686               | 1 510 459      | 464 094               | 1 525 471      |

Nel 2015 le 423 imprese operanti nel territorio comunale, che rappresentavano l'1,25% del totale provinciale (39 304 imprese attive), hanno occupato 2 194 addetti, l'1,8% del dato provinciale (122 198 addetti); in media, ogni impresa nel 2015 ha occupato circa quattro persone (4,45).

## Amministrazione
Nel 1934 passa dalla provincia di Roma alla nuova provincia di Littoria, costituita dal governo fascista dell'epoca.
| Periodo           | Periodo          | Primo cittadino       | Partito        | Carica                  | Note          |
| ----------------- | ---------------- | --------------------- | -------------- | ----------------------- | ------------- |
| 18 settembre 1986 | 22 giugno 1990   | Osvaldo Corradini     | lista civica   | Sindaco                 |               |
| 22 giugno 1990    | 21 dicembre 1992 | Michele Paolelli      | DC             | Sindaco                 |               |
| 21 dicembre 1992  | 23 aprile 1995   | Antonio Scarsella     | PDS            | Sindaco                 |               |
| 23 aprile 1995    | 13 giugno 1999   | Antonio Scarsella     | centrosinistra | Sindaco                 |               |
| 13 giugno 1999    | 12 giugno 2004   | Antonio Scarsella     | centrosinistra | Sindaco                 |               |
| 12 giugno 2004    | 7 giugno 2009    | Giuseppina Giovannoli | lista civica   | Sindaco                 |               |
| 7 giugno 2009     | 26 maggio 2014   | Giuseppina Giovannoli | lista civica   | Sindaco                 |               |
| 26 maggio 2014    | 30 aprile 2019   | Claudio Damiano       | lista civica   | Sindaco                 | [ 10 ] [ 11 ] |
| 30 aprile 2019    | 27 maggio 2019   | Marialanda Ippolito   |                | Commissario Prefettizio |               |
| 27 maggio 2019    | 9 giugno 2024    | Giuseppina Giovannoli | lista civica   | Sindaco                 |               |
| 9 giugno 2024     | in carica        | Giuseppina Giovannoli | lista civica   | Sindaco                 |               |

### Gemellaggi
- Arborea
- Saint-Antoine-l'Abbaye
- Atalanti

### Altre informazioni amministrative
- Fa parte della Comunità Montana dei Monti Lepini Ausoni.

## Sport

### Calcio
La squadra A.S.D. Latina S. Sermoneta FC partecipa all'Eccellenza laziale.

### Pallacanestro
- Basket Bee che, nel campionato 2019-2020, milita nel campionato maschile di Serie C Silver.[12]